# Bill Toomey
William Anthony "Bill" Toomey (Filadélfia, 10 de janeiro de 1939) é um ex-decatleta e campeão olímpico norte-americano.
Competiu nos Jogos Pan-americanos de 1967, em Winnipeg, conquistando a medalha de ouro e nos Jogos da Cidade do México 1968, onde se tornou campeão olímpico do decatlo. Em dezembro de 1969 quebrou o recorde mundial da modalidade – 8417 pontos – e recebeu o James E. Sullivan Award como Atleta Amador do Ano nos Estados Unidos. Venceu 23 dos 38 decatlos em que competiu na carreira, fazendo mais de 8000 pontos em pelo menos uma dúzia deles.
Poucas semanas depois de quebrar o recorde mundial, Toomey casou-se com a britânica Mary Rand, campeã olímpica do salto em distância em Tóquio 1964; o casamento durou 22 anos e produziu duas filhas; o casal divorciou-se em 1991.
Depois de encerrar a carreira, trabalhou como narrador esportivo, consultor em marketing e técnico de atletismo na Universidade da Califórnia em Irvine.